# Lycée Louis-de-Cormontaigne
Le lycée Louis-de-Cormontaigne est un lycée situé dans la commune de Metz en Moselle. Il accueille plus de 1 500 élèves .
Construit dans les années 1960, il eut de multiples affectations, notamment comme lycée en mécanique, avant d’être remplacé dans ce domaine par le lycée André-Citroën. Des travaux ont été réalisés en 2015 avec la construction d’un nouveau gymnase et la réhabilitation de l’ancien bâtiment mécanique en atelier professionnel (MELEC, SN).

## Description
Il est l’un des seuls établissements de Lorraine à préparer aux 3 baccalauréats : général, technologique et professionnel. 

### Résultats BAC 2018[3]
- ES : 77% (89 reçus / 116 présentés)
- L : 76% (25 reçus / 34 présentés)
- S : 78% (87 reçus / 112 présentés)
- STI2D : 97% (33 reçus / 35 présentés)
- Toutes séries (moyenne) : 79% (234 reçus / 297 présentés)